# Paragem de Senhora da Cabeça

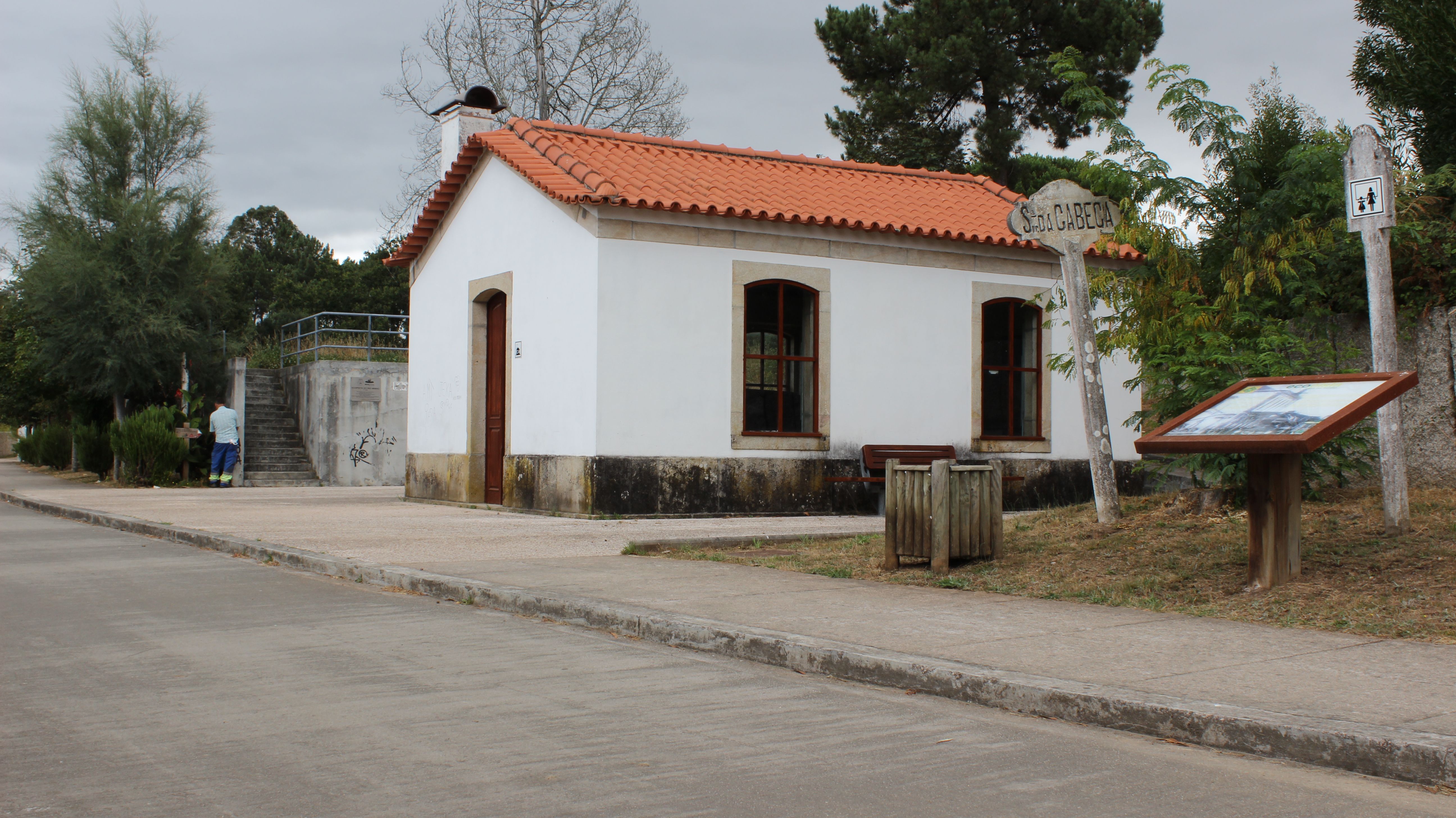
Abrigo e plataformas em 2012, integrados na Ecopista do Rio Minho.

A paragem de Senhora da Cabeça é uma gare encerrada da Linha do Minho, que servia a zona de Senhora da Cabeça, no concelho de Monção, em Portugal. O abrigo de plataforma situa-se do lado nascente da via (lado direito do sentido ascendente, a Monção).

## História
Este interface fazia parte do troço da Linha do Minho entre Lapela e Monção, que entrou ao serviço em 15 de Junho de 1915.
Em 1985 este interface tinha ainda a categoria de apeadeiro, sem edifício de passageiros mas com plataforma.
O lanço da Linha do Minho entre Valença e Monção foi encerrado em 2 de Janeiro de 1990.